# Muxika
Muxika – gmina w Hiszpanii, w prowincji Biskaja, w Kraju Basków, o powierzchni 50,02 km². W 2011 roku gmina liczyła 1468 mieszkańców.